# La Pampa (film)
Pour plus de détails, voir Fiche technique et Distribution.
La Pampa est un film dramatique français réalisé par Antoine Chevrollier et sorti en 2024,.

## Synopsis
Sur le terrain de moto-cross de « La Pampa », Jojo s'entraîne sous les yeux attentifs de son père David et de son entraîneur Teddy, espérant remporter des titres nationaux. Son meilleur ami, Willy, l'aide avec la mécanique, et assiste régulièrement David et Jojo dans leurs travaux quotidiens au lieu de réviser pour le bac. À la suite du décès de son père, Willy vit avec sa mère et sa sœur, et a du mal à accepter que sa mère refasse sa vie et souhaite déménager.
Un soir, Willy surprend Jojo et Teddy en train de faire l'amour, et découvre ainsi son homosexualité. Jojo explique que leur histoire dure depuis quelques mois, et que Teddy compte quitter sa femme enceinte pour partir vivre avec Jojo. Parallèlement, Willy se lie d'amitié avec Marina, une ancienne habitante du village taxée de fille facile par les locaux, qui est partie étudier l'art à Angers. Elle tente d'achever une reproduction de la tenture de l'Apocalypse en modèle réduit.
Un jour, Steph, la femme de Teddy, surprend son mari et Jojo dans l'acte. En rentrant chez lui, Willy tombe sur le partenaire de sa mère en train de ranger le garage de son père décédé, l'entraînant dans une colère noire qui lui vaut d'être privé de sortie. Willy fugue pour Angers et rejoint Marina qui lui montre la tenture, et lui explique que sa réputation de fille facile est une invention. Alors qu'ils deviennent intimes, le téléphone de Willy est bombardé de notifications : une vidéo, montrant Jojo pratiquant une fellation à Teddy (qui n'est pas identifiable), a fuité sur les réseaux sociaux, entraînant une vague de commentaires homophobes de la part de leurs camarades de classe.
Willy rentre en urgence chez lui, et fait face aux moqueries et insultes homophobes de ses camarades du lycée qui pensent qu'il est l'autre homme sur la vidéo. De son côté, Jojo affronte la colère de son père, qui l'insulte et détruit sa moto. Il confronte publiquement Teddy devant Steph, mais ce dernier le menace, lui disant que leur histoire est finie. Désemparé, Jojo rentre chez lui, saisit le revolver de son père, et se suicide devant ses parents en s'excusant.
Suite aux funérailles de Jojo, David implore Willy de venir s'entraîner à La Pampa pour finir la saison. Lors de la dernière course, Willy, pourtant en tête, décide d'abandonner après avoir aperçu l'ancienne moto de Jojo. Il réussit son bac, et accepte le déménagement familial. À la fin de l'été, avant de partir pour ses études, il reçoit un colis de Marina : un de ses modèles réduits, représentant lui et Jojo.

## Fiche technique
Sauf indication contraire, les informations mentionnées dans cette section peuvent être confirmées par les bases de données cinématographiques IMDb et Allociné,  présentes dans la section « Liens externes ».
- Titre original : La Pampa
- Réalisation : Antoine Chevrollier
- Scénario : Antoine Chevrollier, Bérénice Bocquillon et Faïza Guène
- Musique : Sacha Galperine et Evgueni Galperine
- Décors : Gladys Garot
- Costumes : Margot Lavaleix
- Photographie : Benjamin Roux
- Son : Martin Boissau, Charlotte Butrak et Emmanuel Croset
- Montage : Lilian Corbeille
- Production : Nicolas Blanc
- Société de production : Agat Films
- Société de distribution : Tandem (France)
- Budget : 3 millions d'euros[3]
- Pays de production :  France
- Langue originale : français
- Format : couleur — 2,39:1 — son 5.1
- Genre : drame
- Durée : 103 minutes
- Dates de sortie :
  - France : 20 mai 2024 (Festival de Cannes) ; 5 février 2025 (sortie nationale)
  - Canada : 10 novembre 2024 (Festival de films francophones Cinemania à Montréal)

## Distribution
- Sayyid El Alami : Willy
- Amaury Foucher : Jojo
- Damien Bonnard : David
- Florence Janas : Séverine
- Artus : Teddy (crédité comme Artus Solaro)
- Léonie Dahan-Lamort : Marina
- Mathieu Demy : Étienne
- Axelle Fresneau : Mélody
- Laëtitia Clément : Olivia
- Crystal Shepherd-Cross : Steph

## Production
Le tournage se déroule du 31 mai au 12 juillet 2023 en Maine-et-Loire (Longué-Jumelles, Angers, Saumur, Allonnes), en Loire-Atlantique (La Chapelle-sur-Erdre, Sucé-sur-Erdre) et en Vendée (Chaillé-sous-les-Ormeaux),. La Pampa est le véritable terrain de moto-cross de Longué-Jumelles.

## Distinctions

### Récompenses
- Festival de Cannes 2024 : Grand Rail d'or
- Festival de films francophones Cinemania 2024[7] : 
  - Prix Cœur de cœur de la réalisation
  - Prix Sofitel Montréal du meilleur acteur pour Sayyid El Alami
- Festival du film de Jérusalem 2024 : mention spéciale dans la compétition premier long métrage[8]
- Festival international du film politique de Carcassonne 2025 :
  - Prix du public
  - Mention spéciale du jury
- Festival Premiers Plans d'Angers 2025[9] :
  - Prix du public
  - Prix d'interprétation masculine pour Sayyid El Alami
  - Prix de la diversité
- Festival du film de Cabourg 2025 : Swann d'or de la révélation masculine pour Sayyid El Alami

### Sélection
- Festival de Cannes 2024 : en compétition dans la section Semaine de la critique, pour la Queer Palm et pour la Caméra d'or